# カプリの皇帝
『カプリの皇帝』（カプリのこうてい、原題：イタリア語: L'imperatore di Capri）とは、1949年に公開されたイタリアのコメディ映画。監督はルイジ・コメンチーニで、主演はトト、イボンヌ・サンソン、マリーザ・メルリーニ。

## あらすじ
ナポリのホテルのウェイター、アントニオ・デ・ファジオは宿泊客のソニア・ブルガロフに世界一の富豪、カプリ島の王子ベイに間違えられ翌日のカプリ島でのアポを取られる。妻や姑に隠れて、アントニオは友人アスドルバレとともにカプリ島へ向かい、偶然にも裕福なインド人のモーターボートや荷物を盗んでしまい、誤解を確かめることになった。
その後、アントニオは無意識のうちに贅沢を重ねるが、その結果、旅行者たちから賞賛を浴び、カプリ島一の粋な男と讃えられ、女たちは皆の謎めいた王子への愛にため息をつく。
アントニオは数々の冒険をするが、華やかなパーティでカプリ島の皇帝に即位しようとした矢先、妻と義母がやってきて、さらに本物のベイもやってきてしまう。しかし、アントニオは暗殺されそうになったベイを救い、王女から感謝され、信じられないほどの高価な宝石をプレゼントされる。

## キャスト
- トト：アントニオ・デ・ファジオ
- イボンヌ・サンソン：ソニア・ブルガロフ
- マリーザ・メルリーニ：ラ・バロネス・フォン・クラップフェン
- ローラ・ゴア（イタリア語版）：ルシア
- マリオ・カステラーニ（イタリア語版）：アスドルバレ・スティンチ
- ピナ・ガリーニ（イタリア語版）：姑
- ニノ・マルケッティ（イタリア語版）：ジェレミア
- ネリオ・ベルナルディ（イタリア語版）：オスバルド
- アルダ・マンジーニ（イタリア語版）：エマヌエラ
- ピエロ・トルディ：エマヌエラの夫
- ガレアッツォ・バンテ（イタリア語版）：ドド・デッラ・バギーナ
- ジャンニ・アペリウス：ブビ・ディ・プリマポルタ
- アルド・ジュフリー（イタリア語版）：オマール・ベイ・カーン・ディ・アガプール
- エンリコ・グロリ（イタリア語版）：執事
- リノ・ロビ：バシリオ
- トニ・ウッチ（イタリア語版）：プペット・トゥラッチョーロ

## 参考書籍
Gino, Moliterno (2009), The A to Z of Italian Cinema, Scarecrow Press, ISBN 0810870592